# Irene Awret
Irene Awret (* 30. Januar 1921 als Irene Spicker in Berlin; † 6. Juni 2014 in Falls Church, Virginia) war eine amerikanische Schriftstellerin und Malerin deutscher Herkunft. Sie überlebte als jüdische Gefangene den Holocaust in einem Übergangslager in Mechelen (Belgien).

## Leben
Irene Awret war die Tochter von Moritz und Margarete Spicker und die Schwester von Werner (* 1912) und Gerda Spicker. Der Vater, ein Kaufmann, war Soldat im Ersten Weltkrieg und ein zutiefst patriotischer Deutscher. Er verdiente den Lebensunterhalt für sich und seine Familie als reisender Verkäufer von Bürsten und Besen. 1927 bezog die Familie in eine neue Wohnung in der Siedlung Onkel Toms Hütte (Berlin).
Nach dem frühen Tod der Mutter im Jahre 1927 wurde Irene Spicker von ihrer älteren Schwester Gerda betreut, bis es zwischen der und dem Vater zu einem Zerwürfnis kam, weil diese mit einem Christen liiert war, den sie schließlich auch heiratete. Da der Vater im Ersten Weltkrieg Kriegsfreiwilliger gewesen war, genoss die Familie in der unmittelbaren Zeit nach der Machtergreifung einen relativen Schutz, von dem auch Irene Spicker noch profitierte. Sie konnte ihre Schule vorerst weiterbesuchen. Die zunehmende antijüdische Stimmung bewog sie dazu, sich intensiver mit dem Judentum zu beschäftigten und sich schließlich dem zionistisch orientierten Jugendverband der Werkleute anzuschließen. Die Mitgliedschaft bei den Werkleuten sei zum Zentrum ihres weiteren Lebens geworden.
Im Februar 1937 brachte die Lektüre von Leo Pinskers Schrift Autoemanzipation sie erstmals in unmittelbare Gefahr. Ein Polizist erwischte sie beim Lesen in dem Buch und brachte sie auf eine Polizeistation. Sie wurde jedoch bald wieder freigelassen, weil dort davon ausgegangen worden sei, dass die politische Botschaft der Schrift nicht auf Deutschland bezogen wäre. Diesem Glücksfall folgte dann Ende des Jahres 1937 aber der Verweis von der Schule, da der Kriegsfreiwilligenbonus des Vaters seitens der Behörden nicht länger mehr anerkannt wurde.
Irene Spicker besuchte fortan vormittags eine technische Schule, wo sie zur Kunstrestauratorin ausgebildet wurde, und nachmittags erhielt sie Privatunterricht bei dem jüdischen Maler Eugen Hersch. Parallel dazu verschlechterte sich die wirtschaftliche Situation der gesamten Familie, Schwester Gerda musste ihr Geschäft aufgeben und der Vater verlor seine Arbeit und musste die Wohnung verlassen. Nach den Novemberpogromen 1938 entschlossen sich die Spickers zur Emigration. Irenes Bruder Werner wanderte nach Santo Domingo aus, weil er von keinem anderen Land ein Visum erhalten hatte, und Irene versuchte, ein England-Visum für Haushaltshilfen zu erhalten. Als dies misslang, versuchte die Familie, sie und ihre Schwester Gerda nach Belgien zu schmuggeln. Sie wurden jedoch von dem angeheuerten Schmuggler verraten und landeten für zwei Wochen im Gefängnis. Ein erneuter Versuch gelang, und schließlich kamen auch Gerdas Mann und der Vater nach Belgien.
Irene Spicker hielt sich in Brüssel mit Beschäftigungen als Dienstmädchen und durch den Verkauf von kleinen Zeichnungen über Wasser. Sie studierte auch an der Kunstakademie und freundete sich mit belgischen Studenten an. Mit einigen von ihnen machte sie im Sommer 1942 Urlaub auf einem Bauernhof in Waterloo. Dessen Besitzer, ein Herr Dessy, gehörte dem belgischen Widerstand an und wusste, dass sie Jüdin war. Er erlaubte ihr, über den Ferienaufenthalt hinaus auf seinem Hof zu bleiben. Anfang 1943 wurde ihre Anwesenheit dort aber zu gefährlich. Dessy versorgte sie mit gefälschten Papieren, und Irene Spicker kehrte nach Brüssel zurück. Bei einer Wohnungsdurchsuchung wurde sie verhaftet und in das SS-Sammellager Mechelen gebracht. Nach Rosenberg sei sie durch einen jüdischen Gestapo-Spitzel verraten worden.

Irene Spicker entging der üblichen baldigen Deportation nach Auschwitz und arbeitete in einer Lederwerkstatt innerhalb des Lagers. Als sie vom Lagerkommandanten den Auftrag erhielt, die Wände des SS-Kasinos zu streichen und deshalb in die Malerwerkstatt versetzt wurde, lernte sie dort den aus Lodz stammenden Mithäftlichg Azriel Awret kennen. In seinem Buch Felix und Felka über das Schicksal des Malers Felix Nussbaum und seiner Frau Felka Platek schreibt Hans Joachim Schädlich auch über Irene Spicker und Azriel Awret:
Azriel Awret hatte zunächst mehr Glück als Irene Spicker; er wurde im November 1943 durch die Intervention der belgischen Königinmutter freigelassen, konnte aber in den folgenden Monaten gelegentlich Kontakt zu Irene herstellen. Am 4. September 1944 war sie dann eine von 527 Juden, die aus dem Lager befreit wurden. Sie fand ihren Vater wieder, der den Krieg in einem jüdischen Altersheim überlebt hatte, aber im März 1945 verstarb. Irene heiratete Awret und brachte eine Tochter zur Welt.
Nach dem Krieg entschieden die belgischen Behörden, dass Irene und Azriel Awret, da Mechelen unter deutscher Gerichtsbarkeit stand, Ausländer ohne rechtmäßigen Wohnsitz in Belgien seien; sie wurden zur Ausreise aufgefordert. 1949 wanderten Irene und Azriel Awret mit ihrer dreijährigen Tochter nach Israel aus. Sie wurden Gründungsmitglieder der Künstlerkolonie in Safed. Diese Künstlerkolonie war nach dem Israelischen Unabhängigkeitskrieg und der Vertreibung der arabischen Bevölkerung aus Safed in den verlassenen Häusern der Stadt entstanden. In den 1950er Jahren hatten viele der bekanntesten israelischen Künstler Galerien in Safed eröffnet und sich zur Artists Quarter Association zusammengeschlossen.
1968 übersiedelten die Awrets in die USA und lebten seitdem in Falls Church in Virginia.

### Azriel Awret
Der am 10. August 1910 in Lodz geborene Azriel Awret, dem Irene Spicker 1943 in Mechelen begegnete, war aus der damaligen Ukraine nach Belgien ausgewandert und lebte in Brüssel. Er heiratete die Nicht-Jüdin Anna Louisa Bonhiere, was ihn vor der Deportation rettete, nicht aber vor der Internierung in Mechelen im Januar 1943. Awret war Ingenieur, weshalb er im Lager als Elektriker Verwendung fand. Wie oben schon berichtet, lernte er hier Irene Spicker kennen, zu der er auch nach seiner glücklichen Entlassung in Kontakt blieb. Über die Scheidung von seiner ersten Frau ist nichts bekannt, doch nach der Heirat mit Spicker (1945) lebten die beiden für den Rest ihres Lebens zusammen. Azriel Awret, der wie seine Frau nach dem Zweiten Weltkrieg zu einem angesehenen Künstler avancierte, starb am 20. Dezember 2010 in Falls Church, Virginia.

## Künstlerisches Schaffen
Irene Awret schaffte es, einen Teil der Arbeit, die sie in Mechelen angefertigt hatte, nach der Befreiung des Lagers zu retten. Sie wurden später an Museen gespendet.
Irene Awret malte Aquarelle und Ölgemälde; Bleistift-, Tusche- und Kohle-Zeichnungen gehören ebenfalls zu ihrem Werk. Einige Bilder beschäftigen sich mit Motiven aus der Zeit des Nationalsozialismus und aus der Zeit im Lager, darunter finden sich Porträts von Deportierten, ein Aquarell von einem Deportationszug oder die Darstellung des Schlafsaals im Lager. Ihre Bilder und Skulpturen werden, ebenso wie die Werke ihres Mannes, in Israel und in den USA in Galerien ausgestellt, unter anderem im Museum des Hauses der Ghettokämpfer (Ghetto Fighters’ House) im Kibbuz Lochamej haGeta’ot. In der dortigen Ausstellung unter dem Titel „My Home There“ – Artworks from the Ghetto Fighters' House Collection werden Arbeiten von sechs jüdischen Künstlern ausgestellt, „die während des Holocaust aktiv waren. Einige malten heimlich und riskierten ihr Leben in Ghettos und Lagern (wie Aizik-Adolphe Féder, der 1943 in Auschwitz ums Leben kam). Diejenigen, die überlebten, zeichneten für den Rest ihres Lebens weiter (wie Irene Awret, die jüngste der hier ausgestellten Künstlerinnen […]).“ Eine Auswahl von Irene Awrets Aquarellen wird permanent in einer virtuellen Ausstellung präsentiert.

Unter dem Titel Ein Wort, das die Welt bedeutet, findet sich eine Würdigung des künstlerischen Schaffens von Irene und Azriel Awret, das auch auf dessen öffentliche Würdigung hinweist:

„Ein Mann, eine Frau, ein Kind, ein Baum, eine Flöte – LEBEN. Diese Plakate drücken einen Traum von einer besseren Welt aus, und ihre Schönheit fällt ins Auge, während ihr Optimismus das Herz erwärmt. In ihnen tauchen mystische jüdische Symbole auf: eine offene Hand gegen den bösen Blick, ein Fisch für Fruchtbarkeit und eine Taube für den Frieden.
Irene und Azriel Awret sind bekannte Künstler, die in Safed, Israel, leben und deren Werke eine einfache Botschaft ausdrücken: „Wir glauben an den Frieden und die Brüderlichkeit.“
Dies ist eine bemerkenswerte Botschaft von zwei Menschen, die die Schrecken eines Nazi-Konzentrationslagers und fast 30 Jahre Krieg und Terrorismus in Israel durchlebt haben.
Dennoch haben sie diese Überzeugung immer wieder in viele Bilder übersetzt […].
Die Werke der Awrets sind in Museen, Galerien und Privatsammlungen zu sehen, und ihre Plakate wurden der ägyptischen Delegation von der israelischen Regierung im Rahmen der Friedensmission von Präsident Sadat in Jerusalem übergeben. Diese Friedensplakate erschienen dreimal im Fernsehen als Teil der Nachrichten; sie haben Geschichte geschrieben und sind nicht nur künstlerisch wertvoll, sondern hängen jetzt auch im Weißen Haus.“

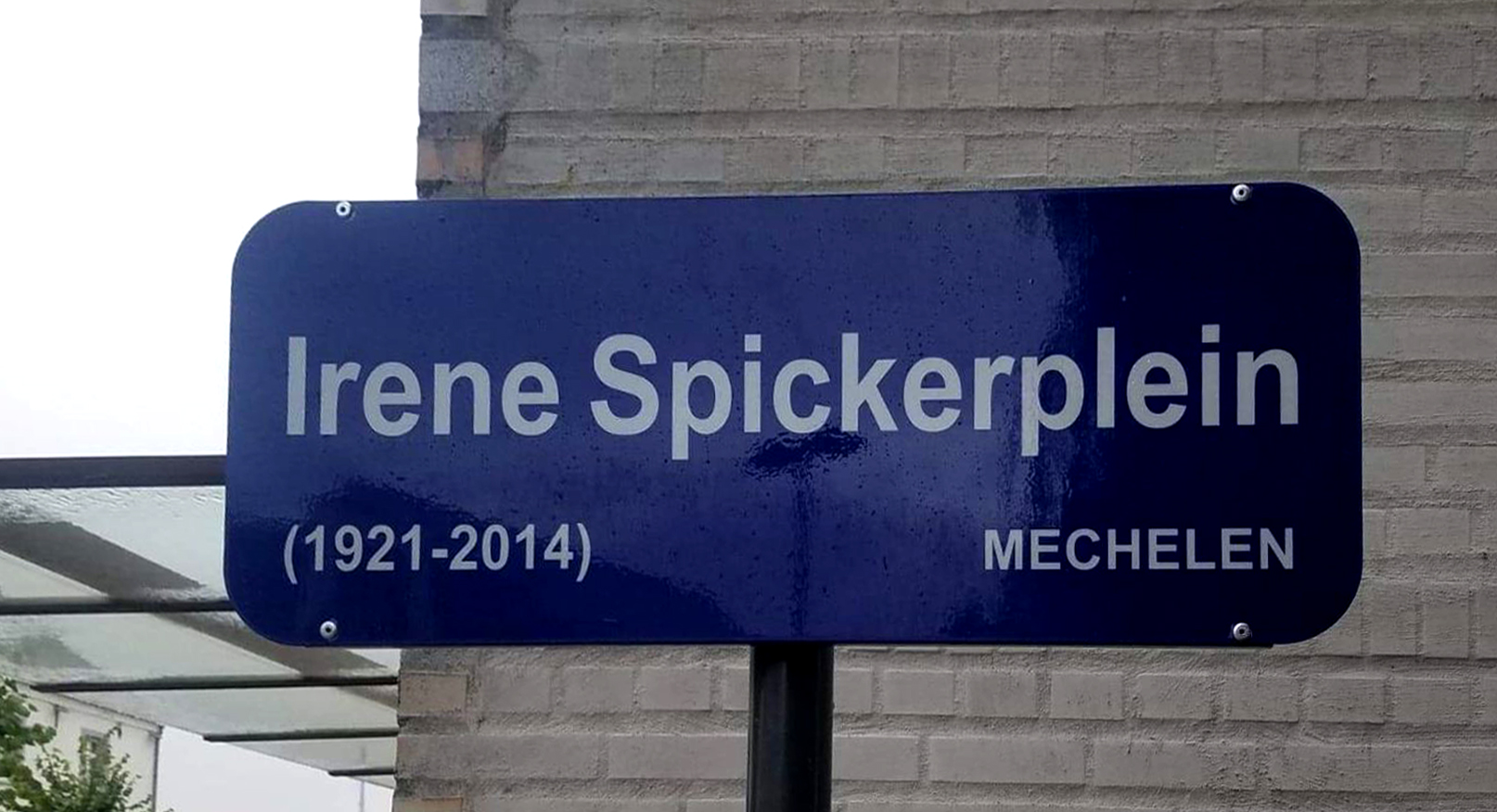
Straßenschild auf dem Gelände der ehemaligen Kaserne Dossin in Mechelen, Belgien

In ihrer Autobiographie (2005) beschreibt Irene Awret ihre Erlebnisse in der Zeit des Nationalsozialismus in Deutschland, die Flucht nach Belgien, die dortige Verhaftung durch die Gestapo und die Zeit im Übergangslager Mechelen. Sie reiste für dieses Buch durch die ganze Welt, um andere Überlebende von Mechelen zu interviewen und es so über die eigenen Erinnerungen hinaus zu einem Dokument über Mechelens Rolle im Holocaust zu machen. Da es nur wenige schriftliche Quellen über das Übergangslager von Mechelen gibt, dessen Geschichte in Belgien erst spät erforscht wurde, ist Irene Awrets Buch eines der wenigen authentischen Dokumente über die Geschichte des Lagers. Für ihre Verdienste um das Museum der Kaserne Dossin wurde am 25. September 2019 im Beisein ihres Sohnes und Enkels die Irene Spickerplein eingeweiht, ein Platz auf dem Gelände der ehemaligen Kaserne.
Für ihr erstes Buch, Days of Honey, erhielt Irene Awret den Janusz-Korczak-Preis der Anti-Defamation League.

## Schriften
- Irene Awret: Days of honey. The Tunisian boyhood of Raphael Uzan. Schocken Books, New York 1984, ISBN 978-0-8052-3923-2.
- Irene Awret: Aber erst müßt ihr mich kriegen. Erinnerungen einer Malerin 1921–1944. Aufbau-Verlag, Berlin 2005, ISBN 3-351-02594-7 (Autobiographie).